# Чарівник Смарагдового міста (мультфільм)
«Чарівник Смарагдового міста» (рос. Волшебник Изумрудного города) — радянський цикл з десяти лялькових мультиплікаційних фільмів, випущених творчим об'єднанням «Екран» (різними режисерами) в 1973 — 1974 роках за мотивами перших трьох повістей Олександра Волкова про Пригоди в Смарагдовому місті " (серії 1-5), «Урфін Джюс та його дерев'яні солдати» (серії 6-8) та "Сім підземних королів " (9-10).
1. «Еллі у Чарівній країні» (Кирило Малянтович)
2. «Дорога з жовтої цегли» (Леонід Арістів)
3. «Смарагдове місто» (Юліан Калішер, Юрій Трофімов)
4. «Королівство Бастінди» (Олександр Боголюбов)
5. "Викриття Великого та Жахливого " (Олександр Боголюбов)
6. «Таємниця чаклунки Гінгеми» (Юрій Клепацький)
7. «Корабель старого моряка» (Карло Сулакаурі)
8. «Солдати-садівники» (Кирилл Малянтович)
9. «Загадкова печера» (Юліан Калішер)
10. «Еллі зустрічається з друзями» (Юліан Калішер, Юрій Трофімов)

## Сюжет
Дівчинка Еллі живе в степу зі своєю мамою та вірним песиком Тотошкою. Мама Еллі читає своїй доньці та Тотошці казку «Попелюшка». Еллі розмріялася: «Ось мені б зустріти чарівницю!».
Одного разу ураган, викликаний злою чаклункою Гінгемою, підхоплює фургон, в якому знаходяться Еллі і Тотошка, і заносить його в Чарівну країну, де живуть чарівники, звірі, що говорять, та інші незвичайні істоти. Фургон падає прямо на Гінгему, і чаклунка гине, тому Жевуни — жителі Блакитної країни — вирішують, що Еллі — могутня фея. Мудра чарівниця Вілліна передбачає дівчинці, що та зможе повернутися додому, коли добереться до Смарагдового міста, і великий чарівник Гудвін виконає заповітні бажання трьох істот, зустрінутих по дорозі. Еллі в срібних черевичках, що залишилися після загибелі Гінгеми, вирушає в дорогу дорогою з жовтої цегли в супроводі Тотошки, який заговорив. По дорозі вони зустрічають Страшилу — солом'яне лякало, яке мріє здобути розум. Очевидно, він не витримав воронячих глузувань і через свою дурість сказав Еллі та Тотошці як «вітання»: «На добраніч!».
На шляху герої зустріли Залізного Дроворуба, який стояв посеред лісу знерухомлений через іржу . Коли ж Еллі змастила його мастильним матеріалом, він розповів про те, що сталося, і виявив заповітне бажання мати серце. Поки Еллі збирала квіти, її наздогнав Людожер, поніс до себе в замок і прив'язує до столу, щоб з'їсти. Поки Людожер запалював котел, друзі обдуривши його врятували Еллі, а Тотошка вкусив його за палець. Людожер кидається в погоню, але Дроворуб при виході притис його воротами.
Продовжуючи шлях дорогою, прокладеною Вілліною, герої опинилися на березі озера, через яке переправилися за допомогою плоту. Проте Страшила повисла на жердині, до того ж, піднялася буря і миттєво винесла всіх на берег. Ледве живі, герої зустрічають Боягузливого Лева, який нібито накинувся на Тотошку. Господиня утримує Тотошку від лева, кажучи, що він боягузливий. Розповівши причину, лев розплакався, оголошуючи, що хоче стати сміливим. Еллі просить лева врятувати Страшилу, і він це робить, незважаючи на те, що він боїться води.
Далі герої потрапляють на підступне макове поле. Чари квітів приспають героїв, змушуючи їх забути про все на світі. Страшила і Дроворуб рятують Еллі та Тотошку, виносячи їх на руках, а лева викотили на візку, на якому приїхали до зайців і шаблезубого тигру, якого підвішують на дереві . Зайці пропонують леву залишитися з ними, але відпускають його, дізнавшись, що він разом з іншими героями йдуть у Смарагдове місто.
Охоронці Смарагдового міста, вперше побачивши Еллі у срібних черевичках, вирішують, що до них прийшла фея, і пропускають її з друзями до Гудвіна. Великий і Жахливий чарівник постає перед ними в різних образах і оголошує, що виконає всі їхні бажання, коли друзі переможуть злу чарівницю Бастінду, яка посилає до Смарагдове місто Летючих Мавп, які засипають піском квіти. Еллі, Страшила, Дроворуб, Лев і Тотошка знову вирушають у дорогу і приходять до Фіолетової країни, де колодязі чомусь засипані піском. Дурний Вовк, слуга Бастінди, промовляється, що господиня не любить воду: хлюпнеш на неї — вона й розтане. Страшила пропонує піти до замку Бастінди, взявши воду. Чаклунка, бажаючи якнайшвидше отримати чарівні черевички, забуває про обережність і потрапляє у цебро з водою. Місцеві жителі Мігуни здобувають свободу.
Еллі знаходить у замку чудову Золоту Шапку і стає повелителькою Летючих Мавп: вони і переносять дівчинку з друзями назад до Смарагдового міста. Там розкривається секрет Гудвіна: уявний чарівник виявляється звичайним артистом. Проте він пригощає Лева смачним питтям, що «дає сміливість», Страшилі дарує вінок з троянд, у якому «ув'язнений розум», а Залізному Дроворубові віддає шовкове серце, яке він одразу вставляє собі в груди. Потім Гудвін збирається полетіти разом із Еллі на повітряній кулі, а правителем Смарагдового міста залишає Мудрого Страшилу. Однак куля з Гудвіном піднімається в небо раніше, і дівчинка так і залишається у Чарівній країні. Тоді вона наказує Летючим Мавпам привести Стеллу, добру чарівницю Рожевої країни. Стелла відкриває таємницю срібних черевичків: потрібно клацнути підбором об підбор і сказати своє бажання. Еллі з Тотошкою повертаються додому.
Минає час. У гостях у Еллі зупиняється її дядечко, старий моряк Чарлі . Ворона Каггі-Карр приносить листа від Страшили, з якого Еллі дізнається, що її друзі потрапили в біду. Виявляється, що пугач, який раніше служив Гінгемі, приніс похмурому і владолюбному столярові Урфінові Джюсові скриньку з цілющим порошком своєї колишньої господині. Про його силу Урфін дізнався, випадково ожививши ведмежу шкуру, яку набив тирсою, і в нього з'явився вірний ведмідь . Тоді він зробив із дерева кілька десятків грізних солдатів і захопив Смарагдове місто. Колишній правитель Страшила потрапив до підземної в'язниці, куди потім солдати кинули ще й Залізного Дроворуба та Сміливого Лева.
Дядечка Чарлі, Еллі, Каггі-Карр та вірний Тотошка вирушають до Чарівної країни на сухопутному кораблі. На кордоні країни розкидане чорне каміння Гінгеми, що притягує до себе всіх чужинців, але ворона звертається за допомогою до Вілліни, і та усуває злі чари чудовими ягодами. Еллі, моряк і Тотошка проникають у підземний хід, відганяють дорогою страшного Шестилапого, доходять до палацової в'язниці і вибираються з неї разом зі звільненими друзями, перепиливши грати на вікні. Тотошка, дізнавшись, що Урфін забрав у Дроворуба сокиру, щоб робити нових солдатів, відбиває інструмент. Моряк намагається відстрілюватися від дерев'яної армії з корабельної гармати, але ядра швидко закінчуються. Всій команді доводиться залишити судно, пошкоджене солдатськими палицями. Тоді Страшила вигадує ловити солдатів Урфіна за допомогою деревної смоли. Залізний Дроворуб вирізує спійманим дерев'яним фігурам добрі обличчя замість злих пичок, і колишні воїни стають садівниками та лісниками, щоб виростити нові дерева на місці зрубаних, саджаючи при цьому дерев'яні кийки і навіть один одного. І все це перетворюється на живі дерева. У цей час в Урфіна закінчується порошок, і самозваний правитель втікає в підземелля, не витримавши натиску жителів Чарівної країни, що повстали. Мигуни лагодять сухопутний корабель, і капітан Чарлі, Еллі та Тотошка повертаються до Канзасу.
Еллі знову вдома. Сусідський хлопчик Тім, чув про її подорожі в Чарівну країну, теж вирішує похвалитися перед дівчинкою і бере її з собою на прогулянку на човні до печери, що співає. Підземна річка приводить у Чарівну країну; підтвердження тому — Тотошка знову починає розмовляти. Друзі зустрічають величезне, але миле пташеня, якого Тім захищає від Шестилапого, а потім потрапляють у країну Підземних Рудокопів, якою правлять сім королів, у кожного з яких свій день тижня. Зберігач Часу стежить за чіткою зміною правителів, і щовечора присипляє короля, що царював, Водою Забуття.
Тим часом, Урфін Джюс блукає підземними коридорами і, почувши людські голоси, розбиває басейн з присипливою водою. Вода йде у землю. Урфін заявляє королю Вівторку (у день катастрофи править саме він), що фея Еллі, переможниця Гінгеми та Бастінди, зможе повернути воду. Минає тиждень, прокидаються решта королів, Хранителю Часу стає важко підтримувати порядок. Еллі починає демонстративно читати заклинання, а Тотошка таємно втікає у підземні коридори. Нюх виводить його до Смарагдового міста, і Страшила з Залізним Дроворубом та Сміливим Левом кидаються на допомогу, захопивши з собою помпу та бурав. Діставшись до Підземної країни, друзі бурять землю, добувають Воду Забуття, королі напиваються і знову засинають (навіть король Неділя, якій належить правити по годинах, випиває води, пояснюючи це тим, що «неділя — вихідний»). Джюс, перелякавшись, що залишиться без підтримки, теж п'є чарівну воду («Лежачого не б'ють!»). Мудрий Страшила пропонує перевиховати королів, і Зберігач Часу роздає володарям ремесла, що нічого не пам'ятають про себе, щоб колишні гнобителі чесно працювали. З Урфіна вирішують зробити людину: Страшила обіцяє навчити її бути розумною, Залізний Дроворуб — добрим, а Лев — хоробрим. Здійснюється найдавніше переказ: у Чарівній країні більше не залишається лиходіїв, і підземні жителі вибираються нагору.

## Над фільмом працювали
| Автор сценарію            | Олександр Кумма |
| Режисери                  | Кирило Малянтович, Леонід Арістов, Юліан Калішер, Юрій Трофімов, Олександр Боголюбов, Юрій Клепацький, Карло Сулакаурі |
| Художники-постановники    | Галина Біда, В'ячеслав Назарук, Борис Моїсеєв, Юрій Трофімов, Геннадій Смолянов, В. Левинська, Олена Боголюбова |
| Оператори                 | Йосип Голомб, Ігор Ніколаєв, Євген Туревич, І. Миньковецький, Леонард Кольвінковський, Георгій Касрадзе |
| Композитори               | Ігор Єфремов, Анатолій Биканов, Ігор Космачов |
| Тексти пісень             | Ірина Токмакова, А. А. Санін, Леонід Дербенєв, Ігор Шаферан |
| Звукооператори            | С. Каценелленбоген (1 серія), Віталій Азаровський (2-5; 7-10 серії), Цезар Ріскінд (6 серія) |
| Художники-мультиплікатори | Кирило Малянтович, Борис Савін, Віктор Чурик, Юрій Клепацький, Лев Жданов, Борис Чані, Алла Гришко, Галина Золотовська, Аїда Зяблікова, О. Думбадзе, Би. Шошитаїшвілі, М. Трушина, Юрій Медведовський, Олександр Дегтярьов, Павло Петров                                         |
| Ляльки виготовили:        | Галина Круглова, Олена Гагаріна, Роман Федін, Олександр Дегтярьов, Олексій Смольянінов, Борис Караваєв, Віктор Слєтков, Олександра Мулюкіна, Ніна Пантелєєва, Олена Зеленіна, Настасія Колтунова, Володимир Шафранюк, Владислав Казенов, Геннадій Лютинський, Маргариталазенская |
| Монтаж                    | Світлани Симухіної, Марини Трусової, Галини Дробініної, Ніни Бутакової |
| Редактор                  | Валерія Коновалова |
| Директор картини          | Володимир Попов, Л. А. Смирнов |

### Ролі озвучували
| Актор                | Роль                                                                        |
| -------------------- | --------------------------------------------------------------------------- |
| Клара Рум'янова      | Еллі (1-4, 6-10 серії)                                                      |
| Ольга Громова        | Еллі (5 серія)                                                              |
| Агар Власова         | Тотошка                                                                     |
| Роман Ткачук         | Страшила / вусатий вартовий (3 серія)                                       |
| Гаррі Бардін         | Залізний Дроворуб (1-3, 5-10 серії; в 3-й серії вказаний як В .Бардін)      |
| Спартак Мішулін      | Залізний Дроворуб (4 серія)                                                 |
| Володимир Ферапонтов | Лев (2-4 серії)                                                             |
| Леонід Каневський    | Лев (5 серія)                                                               |
| Рогволд Суховерко    | Лев (8, 10 серії) / шаблезубий тигр (2 серія)</ small> / вартовий (5 серія) |
| Зиновій Гердт        | Гудвін (3 серія)                                                            |
| Валерій Золотухін    | Гудвін (5 серія)                                                            |
| Емілія Мільтон       | Гінгема                                                                     |
| Веніамін Смєхов      | Бастинда                                                                    |
| Сергій Цейц          | Урфін Джюс (6, 8-10 серії)                                                  |
| Анатолій Баранцев    | Урфін Джюс (7 серія) / пугач Гуамоко                                        |
| Роман Філіппов       | Людожер (1 серія) / ведмідь Тупотун                                         |
| Антоніна Кончакова   | Анна, мама Еллі (1 серія)                                                   |
| Зінаїда Наришкіна    | 1-й жуван (1, 6 серії) / заєць (2 серія) / ворона Каггі-Карр                |
| Рина Зелена          | 2-й жуван (1, 6 серії)                                                      |
| Віра Васильєва       | Вілліна (1-ша серія)                                                        |
| Віктор Філімонов     | бородатий вартовий (3 серія)                                                |
| Володимир Висоцький  | Вовк, слуга Бастінди (4 серія)                                              |
| Ігор Ясулович        | мигун (4 серія)                                                             |
| Володимир Горєлов    | мигун / ватажок летючих мавп (4 серія)                                      |
| Ольга Аросєва        | Стелла (5 серія)                                                            |
| Леонід Елінсон       | моряк Чарлі Блек (6 серія)                                                  |
| Юрій Савельєв        | моряк Чарлі Блек (7, 8 серії)                                               |
| Марія Виноградова    | Тим (9, 10 серії)                                                           |
| Валентин Нікулін     | Зберігач Часу (9, 10 серії)                                                 |
| Віктор Сергачов      | рожевий король (9, 10 серії)                                                |
| Микола Юдаков        | персонаж не названо                                                         |
| Володимир Носачов    | персонаж не названий                                                        |

## Створення
Мультсеріал знімався за тією ж технікою, що й попередній багатосерійний проєкт студії «Екран», « Пригоди Незнайки та його друзів», — усі десять серій були розподілені між кількома знімальними групами та режисерами. Все це в результаті вилилося в те, що всі десять серій вийшли різними за якістю мультиплікації аж до того, що одні й ті самі місця та ляльки тих самих персонажів у різних серіях виглядають по-різному. Після зйомок один із режисерів Леонід Аристов забрав собі на згадку одну з ляльок, що зображували Страшилу .
Подібно до інших мультиплікаційних проектів «Екран» у 1970-х роках, мультфільм виконаний в умовно-образотворчій манері з елементами буффонади.